# Antoni Brochwicz-Lewiński
Antoni Bolesław Brochwicz-Lewiński (ur. 5 września 1902 w majątku Wojsławice, zm. 4 lutego 1990) – oficer dyplomowany artylerii Wojska Polskiego II RP i Polskich Sił Zbrojnych, mianowany przez prezydenta RP na uchodźstwie generałem brygady, działacz niepodległościowy, kawaler Orderu Virtuti Militariczłonek III Rady Rzeczypospolitej Polskiej.

## Życiorys
Urodził się 5 września 1902 roku w majątku Wojsławice. Był członkiem skautingu i Polskiej Organizacji Wojskowej. Od listopada 1918 roku do stycznia 1919 roku wziął udział w rozbrajaniu Niemców w Kaliszu oraz dowodził plutonem w kompanii zwiadowczej 29 pułku piechoty Ziemi Kaliskiej. Następnie kontynuował naukę w gimnazjum. W lipcu 1920 roku, w czasie wojny z bolszewikami, walczył w szeregach kompanii harcerskiej 221 pułku piechoty, a od sierpnia do grudnia 1920 roku – 18 pułku artylerii polowej. Po raz kolejny wrócił do gimnazjum. 
24 września 1924 roku Prezydent RP Stanisław Wojciechowski mianował go podporucznikiem ze starszeństwem z dniem  1 lipca 1923 roku i 11. lokatą w korpusie oficerów artylerii, a Minister Spraw Wojskowych wcielił do 25 pułku artylerii polowej w Kaliszu. 21 grudnia 1925 roku awansował na porucznika ze starszeństwem z dniem 1 lipca 1925 roku i 11. lokatą w korpusie oficerów artylerii. Do jesieni 1934 roku był oddelegowany z macierzystego pułku do Wojskowego Sądu Rejonowego Kalisz w charakterze oficera sądowego. 3 listopada 1934 roku został powołany do Wyższej Szkoły Wojennej w Warszawie, w charakterze słuchacza Kursu Normalnego 1934–1936. 27 czerwca 1935 prezydent RP nadał mu stopień kapitana z dniem 1 stycznia 1935 i 48. lokatą w korpusie oficerów artylerii. W październiku 1936 roku, po ukończeniu kursu i otrzymaniu dyplomu naukowego oficera dyplomowanego, został przydzielony do dowództwa 17 Wielkopolskiej Dywizji Piechoty w Gnieźnie na stanowisko I oficera sztabu. Później powierzono mu pełnienie obowiązków szefa sztabu tej dywizji. W październiku 1938 roku został przeniesiony do 17 pułku artylerii lekkiej w Gnieźnie, w którym odbył praktykę liniową na stanowisku dowódcy 4 baterii i dywizjonu.
W październiku 1939 roku dostał się do niewoli radzieckiej. W październiku 1941 roku został referentem opieki w Dowództwie Polskich Sił Zbrojnych w ZSRR. Na majora awansował ze starszeństwem z dniem 11 grudnia 1941 roku. W styczniu 1942 roku został szefem Oddziału Operacyjnego w Dowództwie PSZ w ZSRR, a w kwietniu tego roku szefem sztabu 6 Dywizji Strzelców. W styczniu 1943 roku został przeniesiony do 6 Lwowskiego pułku artylerii lekkiej na stanowisko zastępcy dowódcy pułku, lecz już w marcu został skierowany do dowództwa Armii Polskiej na Wschodzie, na stanowisko szefa Oddziału Operacyjnego. W grudniu 1943 roku został oficerem do zleceń generała dywizji Władysława Andersa, dowódcy Armii Polskiej na Wschodzie i dowódcy 2 Korpusu. Od kwietnia 1944 roku pełnił służbę w Dowództwie 2 Korpusu.
W czerwcu 1944 roku został szefem sztabu 3 Dywizji Strzelców Karpackich. 1 lipca 1944 roku awansował na podpułkownika. W kwietniu 1945 roku został wyznaczony na stanowisko zastępcy dowódcy 10 pułku artylerii ciężkiej. W październiku 1945 roku powrócił do Dowództwa 2 Korpusu na stanowisko szefa Wydziału Dobrobytu i Opieki nad Żołnierzem. Od września 1947 roku w Polskim Korpusie Przysposobienia i Rozmieszczenia. Na pułkownika awansował ze starszeństwem z 15 sierpnia 1955 roku.
12 marca 1957 roku Prezydent RP na Uchodźstwie, August Zaleski powołał go na stanowisko członka Rady Rzeczypospolitej Polskiej. 28 marca 1957 roku Prezydent RP na Uchodźstwie zwolnił go z urzędu Ministra Obrony Narodowej i jednocześnie powierzył pełnienie obowiązków do czasu powołania nowego rządu. 15 kwietnia 1957 roku Prezydent RP na Uchodźstwie mianował go Ministrem Obrony Narodowej w drugim rządzie Antoniego Pająka. Prezydent RP na Uchodźstwie August Zaleski mianował go generałem brygady ze starszeństwem z 15 sierpnia 1962 roku w korpusie generałów. 14 czerwca 1965 roku Prezydent RP na Uchodźstwie, August Zaleski zwolnił go z urzędu Ministra Obrony Narodowej i powierzył mu sprawowanie obowiązków do czasu powołania nowego rządu. 9 września 1963 roku, z tytułu pełnienia urzędu ministra, został członkiem III Rady Rzeczypospolitej Polskiej. Wobec zgonu gen. broni Michał Tokarzewskiego-Karaszewicza 23 maja 1964 został mianowany pełniący tymczasowo czynności Generalnego Inspektora Sił Zbrojnych. Był członkiem Kapituły Krzyża Orderu Wojennego Virtuti Militari, powoływany 7 marca 1960, 7 marca 1964, 7 marca 1966, 24 marca 1970.

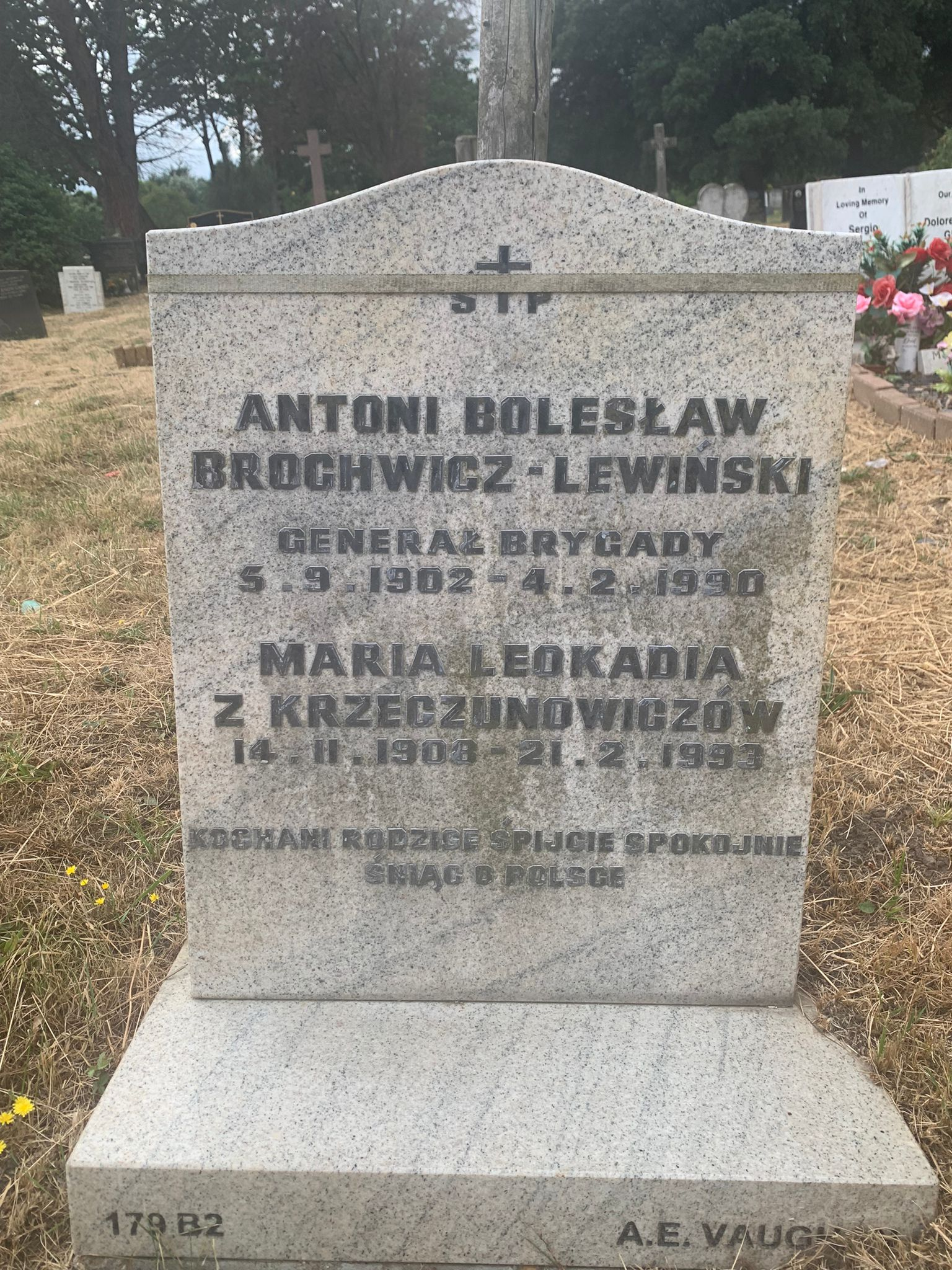
Grób Antoniego Brochwicz-Lewińskiego

Zmarł 4 lutego 1990 roku i został pochowany na Lambeth Cemetery (179 B2). 

## Ordery i odznaczenia
- Krzyż Złoty Orderu Wojskowego Virtuti Militari
- Krzyż Srebrny Orderu Wojskowego Virtuti Militari nr 10143
- Krzyż Komandorski z Gwiazdą Orderu Odrodzenia Polski – 3 maja 1961 „a zasługi położone w pracy dla Rzeczypospolitej Polskiej”[21]
- Krzyż Walecznych
- Medal Niepodległości – 16 marca 1937 „za pracę w dziele odzyskania niepodległości”[22][23]
- Srebrny Krzyż Zasługi – 1938 „za zasługi w służbie wojskowej”[24][25]